# Týnec (Břeclavi járás)
Týnec település Csehországban, Břeclavi járásban. Týnec Hrušky, Moravská Nová Ves és Tvrdonice településekkel határos. Lakosainak száma 1091 fő (2024. január 1.).

## Népesség
A település lakosságának változását az alábbi diagram mutatja:
| Lakosok száma | 733  | 930  | 1146 | 1056 | 1066 | 1016 | 1101 | 1099 | 1086 | 1091 |
|               | 1869 | 1890 | 1921 | 1950 | 1980 | 2001 | 2017 | 2019 | 2022 | 2024 |